# Pravobřežní Ukrajina

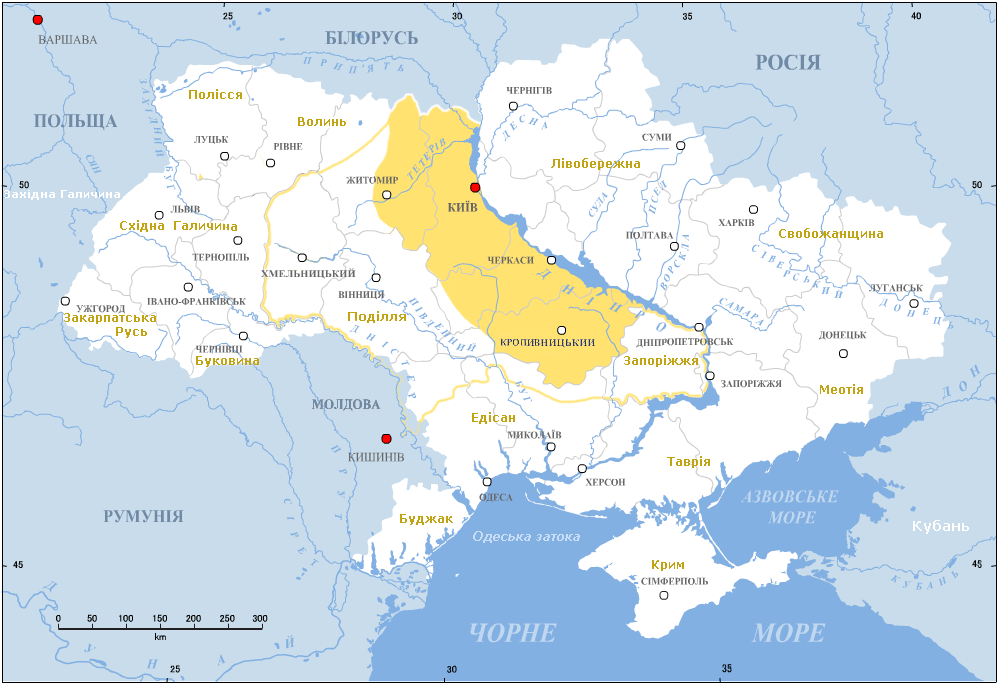
Žlutě

Pravobřežní Ukrajina (ukrajinsky Правобережна Україна) je označení části ukrajinského území na pravém břehu Dněpru, které po andrušovském míru (1667) mezi Polskem a Ruskem zůstalo součástí Polsko-litevské unie (Rzeczpospolita), zatímco Levobřežní Ukrajina se stala součástí Rusi.
Termín neoznačuje veškeré současné ukrajinské území na západ od Dněpru, nýbrž jen Volyň, Podolí a části současné Kyjevské, Čerkaské a Kirovohradské oblasti. Halič byla pevnou součástí Rzeczipospolité a nepočítala se k Ukrajině, Zakarpatská Ukrajina a Bukovina patřily Uhrám. Převažovalo ukrajinské obyvatelstvo pravoslavného nebo řecko-katolického ritu, jež bylo poddáno převážně polonizované a k římskému katolictví konvertované šlechtě.